# Tryskovice
Tryskovice je zaniklá vesnice v Praze 9. Ves se pravděpodobně nacházela západně od Třeboradic za železničním mostem při Třeboradickém potoce.

## Název
Roku 1167 byla ves v listinách uváděna jako Trizcouici, roku 1273 Srriskowicz, roku 1410 Tryskowicz, roku 1512 pustá ves Tryskovice a roku 1558 Třiškovice. Pod názvem Struskovice je zaznamenána na začátku 16. století za majitele pražského konšela Strnada z Tryskovic.

## Historie
Ves Tryskovice je písemně poprvé zmíněna roku 1167 kdy patřila litomyšlskému premonstrátskému klášteru. Tato listina však byla později zjištěna jako falzum. Roku 1287 klášter prodal ves pražské kapitule. Kapitula ji roku 1335 prodala Strahovskému klášteru, který již roku 1273 vlastnil některé zdejší pozemky.
Majetek měl roku 1362 v Tryskovicích také staroměstský měšťan Oldřich Schotter (Čotr) a po jeho smrti jeho žena Klára. Tvrz zde byla postavena pravděpodobně ve druhé polovině 14. století, první písemná zpráva o ní pochází z roku 1410.
Tryskovice byly jako církevní majetek zabrány při husitských bouřích Pražany. Od nich je roku 1421 získali Petr z Hošťky a Jeronym Šrol. Již v roce 1426 je však Staré Město postoupilo rychtáři Václavu Rakovi z Nebílova. Roku 1453 přešly na Václava Cardu z Petrovic a jeho syna Václava. Carda prodal ves roku 1463 Elišce Kostkové z Postupic, jejíž rod vlastnil sousední Třeboradice. Po Elišce Kostkové byla ves v držení jejího vnuka Zdeňka Sezimy z Ústí a jeho ženy Kateřiny z Petrovic. Sezima prodal ves počátkem 16. století Ondřeji Čachovskému z Jinočan, což bylo králem Vladislavem potvrzeno roku 1512. Majetek zde měl také Matěj Strnad z Tryskovic, který vlastnil nedaleké Hovorčovice. Tryskovickou část pak roku 1532 prodal za 300 kop grošů mochovskému rychtáři Bartoňovi.
Ondřej Čachovský odkázal roku 1546 Třeboradice a pustou ves Tryskovice s pustou tvrzí Jaroslavu staršímu ze Šelmberka.

### Lokalizace
Koncem 19. století se místu, kde původně ves stála, říkalo Struskovice: „Tryskovice stávaly na místě, kde nyní říká se Struskovice“. Čakovický kronikář Urban psal roku 1944 o opravě staré cesty prosecké od Tryskovic při výstavbě závodu Avia II, která vedla od Avie k železničnímu přejezdu a odtud pokračovala přes Cukrovar na západní okraj Třeboradic k železničnímu mostu přes Třeboradický potok.